# Хейли
Хейли (на английски: Hailey) е град в окръг Блейн, щата Айдахо, САЩ. Хейли е с население от 6200 жители (2000) и обща площ от 8,2 km². Намира се на 1621 m надморска височина. ЗИП кодът му е 83333, а телефонният му код е 208.